# The Vagabond (film 1914)
The Vagabond è un cortometraggio muto del 1914 diretto da Frank Lloyd che aveva come interpreti Herbert Rawlinson, Beatrice Van, William Worthington, Helen Wright e lo stesso regista. Di genere drammatico, il film prodotto dalla Rex Motion Picture Company, fu sceneggiato da Ruth Ann Baldwin.

## Trama
In una piccola città di provincia nella quale è arrivato nel corso dei suoi vagabondaggi, Charles Ross salva un poveraccio come lui da una banda di teppisti ubriachi. Benché si prenda cura dello sconosciuto, questi dopo qualche giorno muore lasciandogli però una lettera di presentazione per il padre che vive a Los Angeles. Il morto, Tom Mason, appartenente a una buona famiglia, ha disceso una china inarrestabile che lo ha condotto via dal suo ambiente, facendolo diventare vittima dell'alcool e della droga. A casa, sua madre, distrutta dal dolore, è diventata cieca, ma non ha mai rinunciato alla speranza di rivedere il figlio. Charles decide di lasciare la sua vita di vagabondo e, prima di presentarsi a casa dei Mason per chiedere un lavoro, si reca dal barbiere. Rasato, è stupito per la sua somiglianza con il morto. E quando si presenta dai Mason, la sorella di Tom lo scambia proprio per il fratello. Anche se lui cerca di spiegarsi, la felicità della madre che crede che lui sia suo figlio, lo spinge a tacere, lasciandola nell'errore. Tutto sembra andare bene e passano i mesi. Charles, però, si rende conto che l'affetto che prova per la "sorella" si sta trasformando in amore ma è costretto a non rivelarle la verità anche perché la madre sta morendo. Quando la donna muore, Charles lascia i Mason, a cui fa trovare un biglietto dove spiega ogni cosa e dove dice che un giorno ritornerà.

Quando quel giorno arriva, Charles può ora dimostrare di essere un uomo nuovo che ha raggiunto il successo con le sue sole forze. Il signor Mason, mostrandogli una foto del suo vero figlio, gli confessa che ha sempre saputo la verità e ascolta da lui la storia del suo incontro con Tom. Poi lo porta in giardino dove la figlia Anna sta aspettando il ritorno dell'uomo che, nel frattempo, ha imparato anche lei ad amare.

## Produzione
Il film fu prodotto dalla Rex Motion Picture Company.

## Distribuzione
Distribuito dalla Universal Film Manufacturing Company, il film - un cortometraggio in due bobine - uscì nelle sale statunitensi il 1º novembre 1914.